# Kristina et Karissa Shannon
Kristina et Karissa Shannon, parfois désignées sous l'abréviation K & K, sœurs jumelles nées le 2 octobre 1989 dans la ville d'Ann Arbor au Michigan, sont des modèles « glamour » et actrices pornographiques américaines.

## Carrière
En 2008, elles ont déménagé dans le Manoir Playboy, faisant partie des trois nouvelles copines d'Hugh Hefner (le créateur du magazine Playboy). À cause de leur relation avec Hefner, les sœurs jumelles ont commencé à apparaître dans la série réalité Les Girls de Playboy sur la chaine E!.
Elles apparaissent ensemble sur le dépliant central du magazine Playboy dans le numéro double de juillet/août 2009. Alors que les précédentes playmates jumelles ou triplées ont toujours été nommées pour le même mois, Karissa est Miss juillet et Kristina est Miss août (l'apparition de numéros valant pour deux mois consécutifs est liée aux difficultés financières de la revue).
Les jumelles avaient des petits rôles dans Somewhere, un film réalisé par Sofia Coppola qui a remporté le Lion d'Or à la Mostra de Venise 2010. 
Karissa Shannon a attiré un peu l'attention des médias en confirmant qu'elle avait été impliquée dans une sex tape avec son petit ami l'acteur Sam Jones III et une autre avec la vedette Heidi Montag.
Le 5 janvier 2012, elles sont candidates au Celebrity Big Brother britannique, où on les appelle « K & K ». Présentes dans le jeu durant 23 jours, elles cohabitent notamment avec l'ancien champion de rugby à XV Gareth Thomas ou encore l'acteur américain Michael Madsen. Le 27 janvier, elles sont éliminées de la Big Brother House et finissent à la cinquième place lors de la finale.
Elles défraient la chronique en 2017 quand elles sont arrêtées par la police pour « violences domestiques ».
Le 17 février 2019, elles apparaissent dans une scène pour Brazzers.

## Filmographie
| Année       | Titre                   | Rôle           | Notes                                    |
| ----------- | ----------------------- | -------------- | ---------------------------------------- |
| 2009 - 2010 | Les Girls de Playboy    | elles-mêmes    | 14 épisodes                              |
| 2010        | Somewhere               | Cindy et Bambi | Film récompensé par le Lion d'Or 2010    |
| 2012        | Celebrity Big Brother 9 | elles-mêmes    | Finalistes du jeu (éliminées au jour 23) |
| 2015        | Cocked                  | Macy et Stacy  | Téléfilm                                 |